# 牧丘町
牧丘町（まきおかちょう）は、かつて山梨県東山梨郡に存在した町。
2005年（平成17年）3月22日、隣接する山梨市・三富村と新設合併し、新市制による山梨市となった。旧・町域は現在、山梨市牧丘町となっている。

## 地理
- 河川
  - 笛吹川

## 歴史
町域の井戸川遺跡からは旧石器時代終末期の石核が出土しているほか、縄文時代早期の奥豊原遺跡、縄文前期の曲田遺跡、縄文中期の堀ノ内遺跡などが分布している。弥生時代には須川道上遺跡で弥生中期の土器が出土しているほか、古墳時代の遺物も確認される。
古代の律令制下では山梨郡にあたる。
中世には甲斐源氏の一族安田義定が牧荘へ進出し、琴川右岸の丘陵地にあたる中牧郷はその中核地域に位置する。室町時代には、甲斐源氏・武田氏の一族が倉科に拠り、倉科氏を称した。室町時代後期には、寛正6年（1465年）に甲斐守護代として武田家中で権勢を誇った跡部氏が、夕狩沢合戦（山梨市）で甲斐守護・武田信昌に敗北し、西保下の小田野城で滅亡する。天正10年（1582年）3月の武田滅亡後、倉科氏は甲斐・信濃の武田遺領を巡る天正壬午の乱において相模国後北条氏に属して滅亡した。また、武蔵国へ通じる秩父往還の雁坂口防備を務めた武田家臣・大村氏は城古下の浄居寺城に拠り、天正壬午の乱における活動が見られる。
近世の九筋二領では山梨郡万力筋にあたり、12か村が成立した。当初は幕府直轄領で後に甲府藩領となり、宝永7年（1710年）には窪平・城古寺・隼の3か村が甲府新田藩領となる。享保9年（1724年）には甲斐一国の幕領化に伴い全村が幕領に編入され、石和代官支配となる。延享3年（1746年）には窪平・城古寺の2村が御三卿・田安家領となる。
江戸時代には琴川・井戸川沿いに田地が分布しているが畑作への依存が強く、穴堰・八幡堰など用水堰が開削された。また、大久保山や中牧山など山の生業も盛んで、用役を巡り山論も発生した。また、勝沼宿や栗原宿、鶴瀬宿・駒飼宿への助郷も課せられていた。
近代には養蚕が普及し、戦後には果樹栽培に転換する。

### 沿革
- 1954年（昭和29年）5月17日 - 諏訪町・西保村・中牧村が合併して牧丘町が発足。
- 2005年（平成17年）3月22日 - 山梨市・三富村と合併し、改めて山梨市が発足。同日牧丘町廃止。

### 隣接する自治体
- 山梨県
  - 東山梨郡三富村
  - 塩山市
  - 山梨市
  - 甲府市

- 長野県
  - 南佐久郡川上村

## 交通

### 鉄道
町内を鉄道路線は通っていない。鉄道を利用する際の最寄り駅は、JR東日本中央本線塩山駅。

### 道路
一般国道
- 国道140号

道の駅
- 花かげの郷まきおか

## 観光・名物等
- 甲州地どり、こんにゃく、巨峰

## 出身有名人
- 山下真 - 政治家、弁護士。奈良県知事（2023年5月3日 - ）、奈良県生駒市長（2006年2月3日 - 2015年2月26日）
- 西保周太郎 - 西保中村出身。江戸時代の博徒。
- 金子文子 - 無政府主義者
- 若月正吾 - 仏教学者
- 岡千里 - 詩人
- 大村主計 - 童謡詩人
- 甲斐錦勝 - 大相撲力士（最高位・前頭12枚目）
- ジャンボ鶴田 - プロレスラー（※ 甲斐錦勝の甥）
- 長田達也 - 照明技師
- 林久悦 - ミュージシャン
- 林由恭 - ミュージシャン